# Seni Ngava
Seni Fonua Ngava (* 26. September 1983 in Bina Harbour, Malaita) ist ein Fußballspieler von den Salomon-Inseln, der international für die Fußball- und Beach-Soccer-Nationalmannschaft spielt.

## Karriere

### Im Verein
Ngava startete seine Karriere mit Agfa Hana, wo er 2004 in die Seniorenmannschaft aufrückte. Dort gab er im Frühjahr 2004 sein Seniordebüt in der S League für Agfa Hana. Nach vier Jahren verließ er Agfa Hana und steht seit Frühjahr 2008 beim Kossa FC unter Vertrag.

### International
Ngava ist seit 2011 A-Nationalspieler für die Salomonische Fußballnationalmannschaft. Seit Herbst 2012 ist er zudem stellvertretender Mannschaftskapitän von Solomon Islands.

### Beach Soccer
Ngava vertritt zudem seit 2012 die Beach-Soccer-Nationalmannschaft der Salomonen. Er nahm im Sommer 2013 an der FIFA Beach Soccer-Weltmeisterschaft in Tahiti teil.